# Holotrichia eberti
Holotrichia eberti är en skalbaggsart som beskrevs av Keith 2008. Holotrichia eberti ingår i släktet Holotrichia och familjen Melolonthidae. Inga underarter finns listade i Catalogue of Life.